# Ferme d'Applincourt
La ferme d'Applincourt est une ferme située à Limé, en France.

## Description

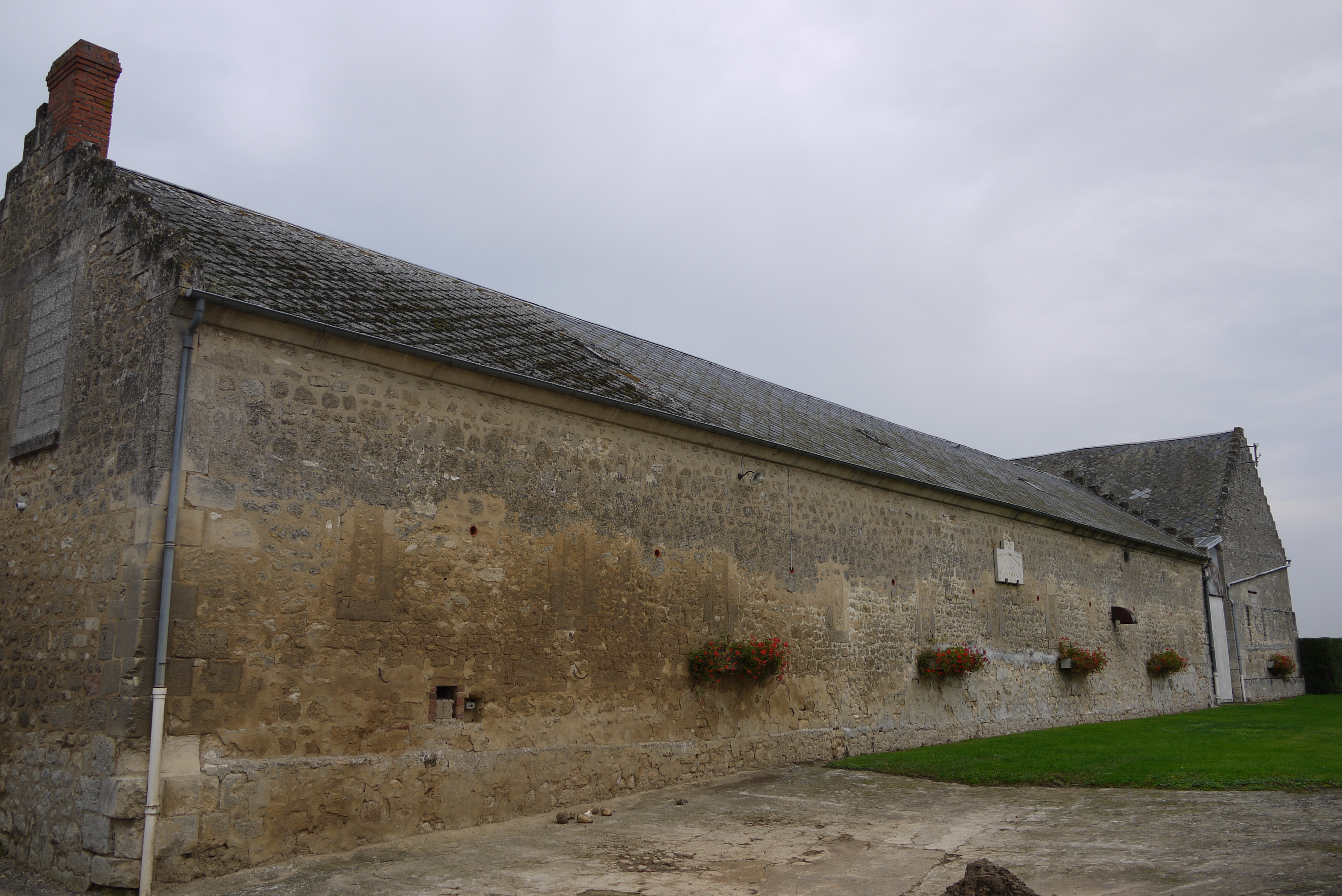
La ferme d'Applincourt à Limé

## Localisation
La ferme est située sur la commune de Limé, dans le département de l'Aisne.

## Historique
Le monument est inscrit au titre des monuments historiques en 1927.